# (11788) Научный
(11788) Научный (лат. Nauchnyj) — астероид главного пояса, открытый советским астрономом Н. С. Черных в Крымской астрофизической обсерватории (КрАО) 21 августа 1977 года. Назван в честь посёлка городского типа Научный (Крым), где находится КрАО. Название астероиду было дано в 2005 году в честь 60-летия посёлка, возникшего в 1947 году

## Параметры
Тиссеранов параметр относительно Юпитера — 3,499.

### Сближения с небесными телами
| дата             | а. е.    | расстояний до Луны | небесное тело |
| ---------------- | -------- | ------------------ | ------------- |
| 03.12.1939 05:49 | 0,031626 | 12,3               | Амфитрита     |
| 01.05.2009 16:32 | 0,047920 | 18,7               | Амфитрита     |